# Fistularia corneta
Fistularia corneta là danh pháp khoa học của một loài cá biển thuộc chi Fistularia trong họ Fistulariidae. Tên thông thường tiếng Anh của nó là Pacific cornetfish, nghĩa đen là "cá cocnê Thái Bình Dương"; còn tiếng Tây Ban Nha là corneta flautera nghĩa đen là cá cocnê sáo.

## Phân bố
Cá biển sinh sống tại vùng biển nhiệt đới ven bờ, trong khoảng 34°B - 17°N, 121°T - 71°T. Khu vực phân bố: Miền nam California, vịnh California, vùng duyên hải phía tây Baja California, Mexico tới Peru, gồm cả các đảo ngoài khơi như Revillagigedo, Coco, Malpelo và quần đảo Galapagos.

## Mô tả
Chiều dài tổng cộng tối đa 106 xentimét (42 in), nhưng thông thường chỉ gặp dài các cá thể dài 20 xentimét (7,9 in). Vây lưng: tia gai 0, tia mềm: 17-20. Vây hậu môn: tia gai 0, tia mềm: 16-19. Đốt sống: 75-76. Dễ thấy các hàng các gai nhỏ trên da nhưng khó phát hiện từng gai riêng lẻ. Màu khi cá sống từ da cam đến đỏ ở phía trên, với các đốm màu ánh nâu và đen. Nhạt màu hơn ở phía dưới. Vây lưng và vây hậu môn với gốc màu da cam. Sợi đuôi tối màu. Tia che mang: 5. Cá đẻ trứng.
Loài cá sống gần đáy này được tìm thấy phía trên các vùng đáy mềm và cứng, bao gồm cả các cửa sông, ở độ sâu đến 50 m. Cá trưởng thành xuất hiện ở độ sâu lớn hơn 30 m, dọc theo các rìa lục địa và rìa đảo, trên các nền đá, nơi chúng tìm kiếm thức ăn là các loài cá nhỏ. Chúng bị đẻn đuôi vàng (Pelamis platurus) săn bắt.

## Sử dụng
Nó được đánh bắt tại địa phương bằng lưới vây trong nghề cá tự cung tự cấp ở Ecuador và cũng được đánh bắt ngẫu nhiên trong lưới kéo tôm. Bán ở chợ dưới dạng cá tươi, cá ướp muối, cá khô và cá hun khói nhưng thường được chế biến thành bột cá.